# Wyrażenie (informatyka)
Wyrażenie – w językach programowania kombinacja wyrażeń stałych (literałów, stałych itp.), zmiennych, operatorów, funkcji i nawiasów, której przypisywana jest wartość zgodnie z regułami danego języka. Proces przypisywania wartości nazywany jest wartościowaniem lub ewaluacją; podobnie jak w matematyce, wyrażenie jest reprezentacją otrzymanej wartości. 
Wyrażenia mogą (choć nie muszą) powodować skutki uboczne (zwane także efektami); ich brak, lub zamknięcie w specjalnych strukturach zwanych monadami, jest jednym z założeń programowania funkcyjnego.